# Plantensociologische Kring Nederland

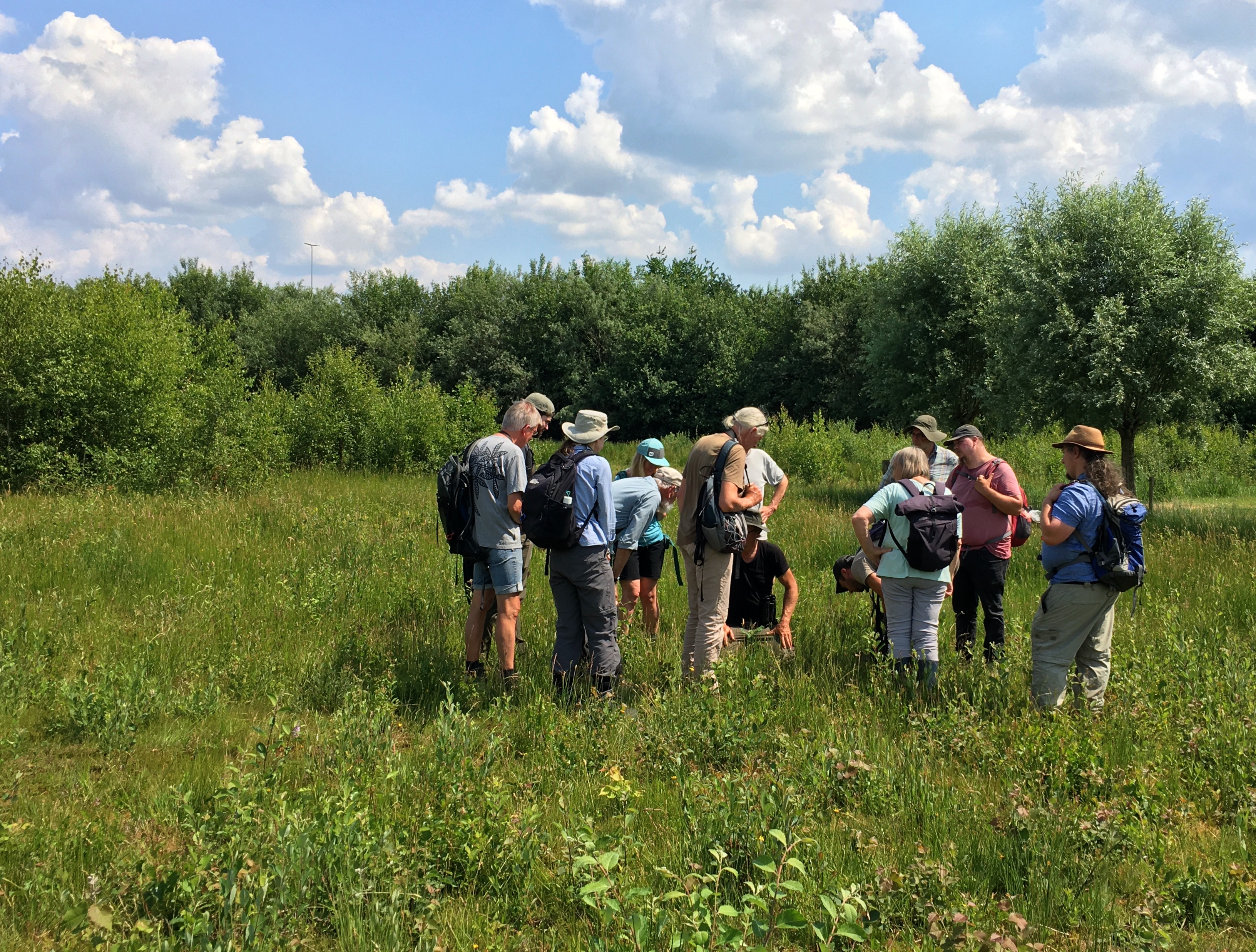
Een PKN-excursie in de graslanden van de pijpenstrootje-orde nabij De Klomp.

De Plantensociologische Kring Nederland (PKN) is een stichting die is opgericht door Victor Westhoff en Joop Schaminée in 1989. 
Doel van de PKN is om plantensociologisch (vegetatiekundig) onderzoek en kennis te bevorderen in Nederland en omstreken. Hiertoe worden excursies georganiseerd en wordt het tijdschrift Stratiotes uitgegeven. Daarnaast worden er af en toe symposia georganiseerd. Van de excursies worden verslagen gemaakt die worden uitgegeven in de vorm van een verslagenbundel.

## Bekende leden
In de onderstaande lijst staan bekende leden die lid zijn/waren van de PKN.
- Victor Westhoff
- Joop Schaminée
- Eddy Weeda
- Rense Haveman